# Bengt Pettersson
För andra betydelser, se Bengt Pettersson (olika betydelser).
Bengt Karl Pettersson, född 30 maj 1915 i Visby, död 25 januari 2002, var en svensk botaniker och professor emeritus.

## Biografi
Pettersson var son till bokhandlaren Johannes Pettersson och Natalia Karlsson. Han blev filosofie doktor vid Uppsala universitet 1958, var docent där 1958-1966, tillförordnad professor 1965-1966 och professor i ekologisk botanik vid Umeå universitet 1966-1981. Pettersson var verksam inom naturvård, folkbildning och populärvetenskap, ledde fältkurser och exkursioner samt var forskningsresande i Norden och Sydeuropa.
Han var ledamot i ekologikommittén vid Statens naturvetenskapliga forskningsråd 1967-1970. Pettersson var även ledamot av Kungliga Skytteanska Samfundet, korresponderande ledamot av Societas pro Fauna et Flora Fennica, hedersledamot vid Gotlands nation i Uppsala samt Svenska orkidesällskapet.
Pettersson skrev om flora och vegetation på kalkgrund, särskilt människans inverkan, landskapsekologi, förändringar och orkidéer, artiklar och recensioner i dagspress samt medverkande i radio. Han gifte sig 1943 med adjunkt Anna-Greta Ahlström (1919-2003), dotter till agronomen Rudolf Ahlström och Ester Högstadius. Pettersson avled 2002 och gravsattes på Östra kyrkogården i Visby.